# Вандзін (Люблінський повіт)
Вандзін (пол. Wandzin) — село в Польщі, у гміні Бихава Люблінського повіту Люблінського воєводства.
Населення — 106 осіб (2011).
У 1975-1998 роках село належало до Люблінського воєводства.

## Демографія
Демографічна структура станом на 31 березня 2011 року:
|          | Загалом | Допрацездатний вік | Працездатний вік | Постпрацездатний вік |
| -------- | ------- | ------------------ | ---------------- | -------------------- |
| Чоловіки | 48      | 8                  | 34               | 6                    |
| Жінки    | 58      | 13                 | 29               | 16                   |
| Разом    | 106     | 21                 | 63               | 22                   |